# Смит, Джозеф
Джо́зеф Смит-младший (англ. Joseph Smith, Jr. 23 декабря 1805—27 июня 1844) — американский религиозный и политический лидер, основатель мормонизма и движения святых последних дней. Опубликовав Книгу Мормона в возрасте 24 лет, Смит привлек десятки тысяч последователей к моменту своей смерти четырнадцать лет спустя. Основанному им религиозному движению в настоящее время следуют миллионы приверженцев по всему миру и несколько церквей, крупнейшей из которых является Церковь Иисуса Христа святых последних дней (Церковь СПД).

## Происхождение, семья и детские годы
Джозеф Смит-младший был американцем в шестом поколении. Его предки эмигрировали в Америку из Англии в XVII веке, а его родители — Джозеф Смит-старший (1771-1840) и Люси Мак Смит (1775-1856) поженились в 1796 в Тэнбридже, штат Вермонт. Они начали свою жизнь при благоприятных финансовых обстоятельствах, однако в последующие годы Джозеф Смит-старший потерял своё первое фермерское хозяйство, и его материальное положение неоднократно менялось. Семье Смитов пришлось неоднократно переезжать, поскольку глава семьи перепробовал самые разные возможности заработка — занимался фермерством на лесистых холмах Новой Англии, был подённым рабочим на других фермах, управлял коммерческим предприятием и работал школьным учителем.
Джозеф Смит-младший родился 23 декабря 1805 в поселении Шарон, штат Вермонт, пятым ребёнком в семье, в которой всего будет одиннадцать детей. Родители назвали его в честь отца. Дети в семье Смитов рождались в таком порядке: не получивший имени сын (умер сразу после рождения), Алвин, Хайрам, Софрония, Джозеф, Самуил, Ефрем (не прожил и двух недель), Уильям, Катерин, Дон-Карлос и Люси.
В возрасте семи лет Джозеф Смит, как и другие дети в его семье, пережил эпидемию сыпного тифа в Уэст-Лебаноне, штат Нью-Гэмпшир. Однако если его братья и сёстры выздоровели без осложнений, у Джозефа Смита развился опасный очаг инфекции на левой ноге. Доктор Натан Смит из Дартмутского медицинского колледжа, находившегося в близлежащем Хановере, согласился выполнить смелую по тем временам операцию, разрезав мягкие ткани и удалив часть кости. Джозеф Смит мужественно перенёс операцию, отказавшись от спиртного — единственного анестезирующего средства, которое мог предложить ему хирург. Несколько лет после этого Джозефу Смиту пришлось ходить на костылях, а лёгкая хромота сохранилась у него на всю жизнь.
В 1816 после нескольких неурожайных лет подряд Джозеф Смит-старший перевёз семью из Норвича, штат Вермонт, в Пальмиру, штат Нью-Йорк, надеясь, что на новом месте ситуация выправится. Джозеф Смит так вспоминал эти годы:
Находясь в стеснённых обстоятельствах, [мы] были вынуждены тяжело трудиться, чтобы содержать большую семью… И это требовало крайнего напряжения сил всех, кто был способен оказать какую-либо помощь, чтобы обеспечить семью, поэтому мы были лишены этого блага — образования. Скажу только, что меня научили просто читать, писать и преподали основные правила арифметики.

## Первое видение
Несмотря на то, что родители Джозефа Смита были верующими христианами, они долгое время не посещали собрания ни одной из церквей. К 1820 мать Джозефа Смита, два брата и сестра присоединились к пресвитерианской церкви, однако остальные члены семьи отказались от этого.
По словам Джозефа Смита, в 1820 году, когда ему было 14 лет, его внимание привлёк стих из Послания Иакова: «Если же у кого из вас недостаёт мудрости, да просит у Бога, дающего всем просто и без упрёков, — и дастся ему» (Иаков 1:5). Весной того же года Джозеф Смит отправился в рощу неподалёку от своего дома и начал молиться. Позднее он рассказывал, что сначала он оказался во власти некой тёмной силы, но затем она покинула его и он увидел над собой в воздухе двух лиц. Один из них, указывая на другого, сказал: «Сей есть Мой Возлюбленный Сын, слушай Его». Иисус Христос предупредил юношу о том, чтобы он не присоединялся ни к одной из существующих сект, ибо «все они неправильны и все их вероучения омерзительны в Его глазах. Они проповедуют заповеди человеческие как учения, имеющие вид Божественного, но отрицают силу его». Джозефу Смиту было также обещано, что «когда-нибудь в будущем ему станет известна полнота Евангелия».

## Явления Морония
В течение трёх лет Джозефу Смиту никто не являлся до 21 сентября 1823. Как рассказывал Джозеф Смит, в ответ на его вечернюю молитву его комната на чердаке наполнилась светом, и ему явился небесный посланник по имени Мороний.
Он назвался ангелом Божьим, посланным, чтобы принести радостные вести о том, что завет, который Бог заключил с древним Израилем, вот-вот должен исполниться, что скоро должна начаться подготовительная работа ко Второму пришествию Мессии; что приблизилось время, когда Евангелие во всей его полноте будет проповедовано в силе всем племенам, чтобы народ мог быть подготовлен к тысячелетнему царствованию. Мне было сказано, что я избран в качестве орудия в руках Бога для осуществления некоторых из Его целей в этом великолепном учении.
Мороний также сказал Джозефу Смиту, что на близлежащем холме сокрыт в земле сборник древних писаний, выгравированных на золотых листах древними пророками. Эти священные летописи рассказывали о народе, который был выведен Богом из Иерусалима в Западное полушарие за 600 лет до Р. Х. Мороний был последним пророком среди того народа, и именно он укрыл в тайнике летописи, которые Бог обещал явить людям в последние дни. Джозефу Смиту предстояло перевести эти священные письмена на английский язык.
В течение следующих четырёх лет Джозеф Смит должен был ежегодно в один и тот же день, 22 сентября, встречаться с Моронием на холме и получать новые знания.

## Организация церкви

### Начало работы над «Книгой Мормона»
В 1825 Джозеф Смит отправился в Хармони, штат Пенсильвания, чтобы работать у Джозайи Стоула. Там он снимал жильё у Исаака и Элизабет Хейл и познакомился с их дочерью Эммой, школьной учительницей. 18 января 1827 Джозеф Смит и Эмма Хейл заключили брак в Саут-Бейнбридже, штат Нью-Йорк.
22 сентября 1827, как повествует Джозеф Смит, ему было, наконец, позволено взять листы из тайника. Поскольку они были золотыми, их неоднократно пытались украсть, и в декабре 1827 Джозеф и Эмма были вынуждены вернуться в Хармони, после чего Джозеф Смит начал перевод.
В начале 1828 преуспевающий фермер из Пальмиры Мартин Харрис приехал в Хармони и оказал помощь в переводе. К июню были готовы 116 страниц рукописи. Мартин Харрис неоднократно просил Джозефа Смита разрешить показать рукопись его знакомым в Пальмире. После нескольких отказов он получил разрешение, но в Пальмире рукопись пропала. По словам Джозефа Смита, после этого Бог в качестве наказания изъял у него золотые листы. Работа возобновилась в апреле 1829, на этот раз секретарём Джозефа Смита стал Оливер Каудери, местный школьный учитель.

### Восстановление священства
Как гласит официальная церковная историография, когда Джозеф Смит и Оливер Каудери работали над переводом «Книги Мормона», они прочитали повествование о посещении Иисусом Христом древних нефийцев. 15 мая 1829 они пришли на берег реки Саскуэханна недалеко от дома Джозефа Смита в Хармони, чтобы помолиться относительно своего крещения. Им явился небесный посланник, назвавший себя Иоанном Крестителем. Он даровал им священство Аароново и сказал, что теперь они должны креститься. Позднее Джозефа Смита и Оливера Каудери посетили апостолы Пётр, Иаков и Иоанн, которые даровали им священство Мелхиседеково и посвятили их в апостолы. Тем самым Джозеф Смит и Оливер Каудери получили власть совершать таинства, необходимые для организации церкви и спасения.

### Издание «Книги Мормона» и организация церкви
Как гласит официальная церковная историография, из-за усиливающихся преследований Джозеф Смит и Оливер Каудери на некоторое время переехали в административный район Фейет, штат Нью-Йорк, чтобы завершить работу над переводом в доме Питера Уитмера-старшего. Работа над переводом была закончена в июне, менее чем через три месяца после того, как Оливер Каудери начал служить писцом Джозефа Смита. К августу Джозеф Смит заключил договор с издателем Эгбертом Б. Грандином из Пальмиры о публикации книги. Мартин Харрис отдал Эгберту Б. Грандину в залог свою ферму, чтобы гарантировать оплату расходов на издание книги, а позднее продал 61 га земли, чтобы выкупить закладную. «Книга Мормона» поступила в продажу в книжном магазине Эгберта Б. Грандина 26 марта 1830.
6 апреля 1830, всего через 11 дней после появления в продаже «Книги Мормона», в бревенчатом доме Питера Уитмера-старшего в Фейете, штат Нью-Йорк, собралась группа приблизительно из 60 человек. Именно там Джозеф Смит официально организовал церковь, которая позднее была названа Церковью Иисуса Христа святых последних дней (см. Учение и Заветы 115:4). Была проведена причастная служба, затем было совершено крещение верующих, передача дара Святого Духа и посвящение мужчин в священство. В новообразованной церкви Джозеф Смит получил должность «провидца, переводчика, пророка и апостола Иисуса Христа, старейшины церкви» (см. Учение и Заветы 21:1).

## Джозеф Смит в Киртланде

### Рост церкви
Церковь быстро росла. Вскоре в нескольких городках штата Нью-Йорк — Фейете, Манчестере и Коулсвилле — были основаны небольшие приходы. В сентябре 1830, вскоре после того, как Джозеф и Эмма Смит переехали из Хармони, штат Пенсильвания, в Фейет, была организована первая миссионерская экспедиция, которая направилась в западную часть штата Миссури (см. Учение и Заветы 28:8). На своём пути миссионеры сделали остановку в Киртланде, штат Огайо. Там они встретили группу религиозно настроенных людей, которые не присоединялись ни к одной из существующих церквей. Из этой группы мормонами стали около 130 человек, включая Сиднея Ригдона, который позднее вошёл в первое президентство церкви. Вскоре членов церкви в Киртланде насчитывалось несколько сотен.
По мере роста церкви усиливались гонения в штате Нью-Йорк, и в декабре 1830 Джозеф Смит призвал членов церкви переселяться в Огайо, до которого было свыше 400 км пути. Большая часть его последователей продали своё имущество в штате Нью-Йорк, часто в ущерб себе. Джозеф и Эмма Смит отправились в Огайо в числе первых и прибыли в Киртланд 1 февраля 1831.

### Два места собирания святых
В июне 1831 Джозеф Смит и другие руководители церкви отправились в Миссури, где, согласно откровению, Бог намеревался открыть святым «землю наследия» (см. Учение и Заветы 52:3-5, 42-43). Преодолев почти 1500 км, в июле 1831 в округе Джексон, штат Миссури, на западной границе США Джозеф Смит объявил о том, что им получено откровение о необходимости основать в местности Индепенденс город, который должен стать современным Сионом, местом собирания святых последних дней, и построить храм (см. Учение и Заветы 57:1-3). В августе 1831 была проведена церемония освящения земли в качестве места собирания и участка строительства храма. После этого Джозеф Смит вернулся в Огайо, где призвал своих последователей собираться в Миссури. Сотни святых последних дней перенесли немалые лишения, чтобы добраться до западной границы США того времени.
С 1831 по 1838, пока проходило переселение, Джозеф Смит и другие руководители церкви постоянно жили в Киртланде, совершая регулярные поездки в Миссури и обратно.

### «Учение и Заветы» и перевод Библии
В ноябре 1831 руководители церкви приняли решение издать многие из полученных Джозефом Смитом «откровений». Сборник получил название «Книга заповедей», его планировалось издать в городе Индепенденс, штат Миссури. В июле 1833 типография и многие из напечатанных листов были уничтожены погромщиками. Книга так и не была издана. В 1835 откровения были изданы в Киртланде под названием «Учение и Заветы».
В 1830 Джозеф Смит начал работу над переводом Библии и продолжил её в Киртланде. Некоторые из «утраченных» и «восстановленных» библейских истин вошли в «Учение и Заветы». Эта работа не была завершена, и новый перевод Библии не был опубликован, за исключением 24-й главы Евангелия от Матфея, который позднее был включён в книгу «Драгоценная жемчужина» под названием «Джозеф Смит — от Матфея». В «Драгоценную жемчужину» была также включена написанная в это же время «Книга Моисея» — одна из «утраченных» частей Библии. В 1835 Джозеф Смит приобрёл несколько древнеегипетских папирусов, на основе которых написал «Книгу Авраама», которая также вошла в «Драгоценную жемчужину».

### Многожёнство
В Киртланде полигамные браки совершались в секрете, но к 1843 полигамия установилась в роли основного учения Церкви, хотя полигамные браки оставались в тайне от публики. Только в 1852 полигамия стала полноправной частью учения Церкви. Многожёнство и секретность послужили поводом для отступления многих членов от церкви и вызвали неприязнь населения. Противниками многожёнства выступали и некоторые лидеры церкви, позднее от неё отлучённые (Сидней Ригдон, Джеймс Стрэнг).

### Первый храм
В декабре 1832 года Джозеф Смит объявил о том, что им получено откровение о необходимости постройки храма в Киртланде. Мормоны с энтузиазмом начали эту работу, несмотря на то, что многие нуждались в жилье и даже еде. 27 марта 1836 храм был освящён. Неделю спустя, 3 апреля 1836, как гласит официальная церковная историография, в храме Джозефу Смиту и Оливеру Каудери явились Иисус Христос (Учение и Заветы 110:7), Моисей, Элиас и Илия, которые «восстановили утраченные ключи священства». Иными словами, тем самым Церковь Иисуса Христа святых последних дней получила эксклюзивное право совершать христианские таинства, в том числе запечатывать вместе членов семей на время и всю вечность (Учение и Заветы 110:11-16).

### Организация миссионерской работы
В первые годы существования церкви Джозеф Смит активно разъезжал по окрестностям, проповедуя новое учение. Миссионеры были посланы в различные части США и Канады. Летом 1837 первые миссионеры во главе с апостолом Хибером Ч. Кимбаллом отправились в Англию. Хибер Ч. Кимбалл при этом оставил свою семью практически без средств к существованию. За один год в Англии к церкви присоединились около двух тысяч человек. Впоследствии Джозеф Смит направил в Великобританию апостолов, которые служили там с 1839 по 1841. К 1841 более шести тысяч человек в Великобритании стали сторонниками церкви Смита, многие из них иммигрировали в Америку.

### Исход из Киртланда
Святые последних дней подвергались гонениям с первых дней пребывания в Киртланде. В 1837—1838 преследование усилилось. К неприязни со стороны властей и обывателей прибавилось недовольство Джозефом Смитом со стороны бывших и некоторых нынешних членов церкви. Джозефа Смита постоянно вызывали в суд для рассмотрения десятков уголовных и гражданских дел, его обвиняли в большом количестве преступлений, он был вынужден скрываться от тех, кто хотел лишить его жизни. Ни по одному делу вина Джозефа Смита не была доказана.
В январе 1838 Джозеф Смит и его семья были вынуждены оставить Киртланд и искать убежища в Фар-Уэсте, штат Миссури. К концу года большинство святых последних дней из Киртланда последовали за ним, оставив свои дома и храм.

## Джозеф Смит в Миссури

### Изгнание из округа Джексон и марш «Лагеря Сиона»
Святые последних дней начали обживаться в округе Джексон, штат Миссури, с лета 1831. Спустя два года там насчитывалось 1200 мормонов, что составляло около трети местного населения. Прибытие такого количества переселенцев вызвало беспокойство у местных жителей, поскольку это грозило изменением расклада политических сил: большинство новоприбывших были из северных штатов и не поддерживали принятую на Юге систему рабства. Жители Миссури также отнеслись с подозрением к учению Джозефа Смита. Наконец, их возмущало то, что мормоны вели торговлю преимущественно между собой. 24 марта 1832 года толпа нападает на основателя мормонской церкви Джозефа Смита младшего, раздев его, избив и вымазав в смоле и перьях. Жена с маленьким ребёнком были выброшены нападавшими из дома, причём ребёнок через несколько дней умер. Смит был оставлен умирать, но смог добраться до своих сторонников, которые провели всю ночь за отдиранием смолы, много раз разодрав при этом кожу. На следующий день Смит уже проповедовал в своей церкви, хотя всё ещё был покрыт ранами, и был очень слаб. В ноябре 1833 мормонов вынудили покинуть округ. Многие из мормонов переправились через Миссисипи и поселились в округе Клей, штат Миссури.
В феврале 1834 Джозеф Смит объявил о том, что им получено откровение о необходимости организовать спасательную экспедицию в Миссури, чтобы помочь бежавшим мормонам восстановить право собственности на земли в округе Джексон (Учение и Заветы 103). В течение марта Джозеф Смит собирал отряд, который получил название «Лагерь Сиона». В мае и июне 1834 этот отряд, насчитывавший более двухсот человек, прошёл из Киртланда через штаты Огайо, Индиана и Иллинойс в Миссури, несмотря на вспышку холеры в пути. 22 июня 1834, когда отряд подошёл к границе округа Джексон, Джозеф Смит объявил о том, что им получено откровение о роспуске отряда (Учение и Заветы 105:9-14). Организовав в округе Клей кол во главе с Дэвидом Уитмером, Джозеф Смит вернулся в Огайо.
Несмотря на то, что поход окончился ничем, он стал хорошей школой для будущих руководителей церкви. 14 февраля 1835 в Киртланде Джозеф Смит организовал Кворум двенадцати апостолов и Кворум семидесяти, практически полностью составленные из участников «Лагеря Сиона».

### Бегство на север Миссури
В 1836 жители округа Клей заявили, что больше не могут предоставлять убежище мормонам. По решению законодательного собрания Миссури на севере штата был образован новый округ Колдуэлл специально для мормонов. В 1838 эта группа объединилась с ещё большей группой, покинувшей Киртланд. В марте того же года Джозеф Смит прибыл в Фар-Уэст — процветающий мормонский городок в округе Колдуэлл и учредил там главное управление церкви. В апреле он объявил об откровении, в котором повелевалось начать строительство нового храма (Учение и Заветы 115:7-16).
Осенью 1838 погромщики снова начали нападать на мормонов. Когда те дали отпор, Джозефа Смита и других руководителей церкви арестовали по обвинению в государственной измене. В ноябре они были заключены в тюрьмы в Индепенденсе и Ричмонде, штат Миссури, а 1 декабря их перевезли в тюрьму в Либерти, штат Миссури, где содержали в весьма суровых условиях в подвале тюрьмы. В это время к весне 1839 мормоны, в том числе семья Джозефа Смита, были вынуждены покинуть Миссури. Под руководством Бригама Янга и других руководителей церкви святые последних дней отправились на восток.

## Джозеф Смит в Наву

### Жизнь в Наву
В апреле 1839 Джозефа Смита и его спутников перевели из Либерти в Галлатин, штат Миссури. Через некоторое время, когда заключённых переводили в Колумбию, штат Миссури, охранники позволили им бежать. Джозеф Смит отправился в Куинси, штат Иллинойс, где к тому времени собралось большинство мормонов. Вскоре под его руководством члены церкви начали обустраиваться в небольшом поселении в излучине реки Миссисипи в 80 км к северу от Коммерса, штат Иллинойс. Джозеф Смит переименовал этот город в Наву. Благодаря тому, что туда стекались переселенцы из других районов США, а также из Канады и Великобритании, этот регион стал одним из самых густонаселённых в штате Иллинойс.
В Наву Джозеф Смит занимался фермерством, а позднее купил магазин продовольственных товаров и товаров широкого потребления. Тем не менее, его материальное положение оставляло желать лучшего, поскольку большую часть времени он занимался управлением церковью. В октябре 1841 опись его личного имущества состояла из «старого коня Чарли, которого он получил в Киртланде, двух ручных ланей, двух старых и четырёх молодых индюшек, старой коровы, отданной ему братом в Миссури, старой собаки Мейджора … и скромной домашней утвари».
В конце августа 1843 Джозеф Смит и его семья переехали в недавно построенный двухэтажный дом на другой стороне улицы, который назвали Мэншн-хаус (Особняк). В то время у Джозефа и Эммы Смит было четверо живых детей. За годы совместной жизни они похоронили шестерых детей. Ещё один ребёнок родился уже после смерти Джозефа Смита. Алвин родился в 1828 и умер вскоре после рождения. Близнецы Таддеус и Луиза родились в 1831 и умерли вскоре после рождения. Приёмные дети-близнецы Джозеф и Джулия были взяты Смитами в 1831, поскольку их мать, Джулия Мёрдок, умерла при родах, а отец, Джон Мёрдок, не мог оставить детей у себя, поскольку к тому времени он уже содержал пятерых детей. Одиннадцатимесячный Джозеф умер в 1832. В 1832 родился Джозеф III, в 1836 — Фредерик, а в 1838 на свет появился Александр. В 1841 в возрасте 14 месяцев умер другой сын Смитов Дон-Карлос. В 1842 году родился ещё один сын, который прожил менее одного дня и не получил имени. В 1844 почти через пять месяцев после смерти отца родился Дэвид.
В Наву Джозеф Смит участвовал в общественном самоуправлении, законодательной и образовательной деятельности, состоял на военной службе и занимался предпринимательством. В январе 1844 он выставил свою кандидатуру на пост президента США, прежде всего в связи с тем, что федеральные и региональные власти не могли предоставить мормонам компенсацию за материальные потери в Миссури или восстановить их в правах собственности. Хотя было очевидно, что шансов на предвыборную борьбу у Джозефа Смита не было, это решение привлекло общественное внимание к нарушениям конституционных прав мормонов. В 1840-х Смит был членом масонской ложи в Наву.

### Храм в Наву
Строительство нового храма началось осенью 1840. 6 апреля 1841 состоялась церемония закладки краеугольных камней. Это был один из самых масштабных строительных проектов того времени в Западной Америке. В большинстве своём мормоны были достаточно бедными, особенно иммигранты, и строительство храма продвигалось медленно.
15 августа 1840 Джозеф Смит начал проповедовать крещение за умерших. До окончания постройки храма это таинство совершалось в окрестных ручьях и реках. В январе 1841 Джозеф Смит получил откровение о том, что делать это таким образом можно только до тех пор, пока не построен храм (Учение и Заветы 124:29-31). За лето и осень 1841 была построена деревянная купель в только что законченном подвале храма. Первые крещения за умерших были проведены там 21 ноября 1841.
В 1841 были также проведены первые запечатывания супружеских пар. В 1843 Джозеф Смит продиктовал откровение, в котором была описана вечная природа завета бракосочетания (Учение и Заветы 132). Учения, содержащиеся в этом откровении, проповедовались Джозефом Смитом с 1831, включая учение о многожёнстве.
Поскольку было очевидно, что строительство храма затянется на много лет, Джозеф Смит принял решение проводить храмовое облечение вне храмовых стен. 4 мая 1842 в комнате на верхнем этаже своего «Магазина из красного кирпича» Джозеф Смит совершил первые таинства облечения для небольшой группы мормонов, включая Бригама Янга. Джозеф Смит не дожил до окончания строительства храма.

### Убийство
Чувствуя, что тучи сгущаются, в марте 1844 Джозеф Смит провёл собрание для Кворума двенадцати апостолов, объявив, что теперь они владеют всеми ключами для проведения церковной работы после его смерти.
До конца своей жизни Джозеф Смит публично отрицал участие в многожёнстве. Многие его близкие соратники были возмущены такими действиями и выступили против Смита. Один из его бывших соратников, Уилльям Ло, устроил типографию в Наву и опубликовал первый номер газеты «Наву Экспозитор» 7 июня 1844, в котором описал действия Джозефа Смита. Будучи мэром Наву, Джозеф Смит приказал своим маршалам разнести типографию и уничтожить «Наву Экспозитор». Это действие возбудило ещё большее негодование населения. Смит объявил военное положение. Губернатор Иллинойса Томас Форд собрал добровольное ополчение, чтобы предотвратить войну между сторонниками и противниками Смита, и предложил Смиту сдаться добровольно под его охрану и предстать перед судом за уничтожение печатного пресса.
Джозеф Смит распустил свой легион и бежал, но после некоторого колебания сдался под охрану губернатора в тюрьме города Картаж (Карфаген) и стал ожидать суда. В тюрьме Смит был вооружён пистолетом, и с ним находились его брат Хайрам, Уиллард Ричардс и Джон Тейлор (в будущем — третий по счёту президент церкви).
27 июня 1844 в 20:05 погромщики с лицами, вымазанными сажей, ворвались в тюрьму и застрелили Джозефа и Хайрама Смитов.

## Учения Джозефа Смита, не практикуемые в настоящее время
В настоящее время Церковь Иисуса Христа святых последних дней не практикует учение Джозефа Смита относительно закона посвящения применительно к управлению имуществом, мотивируя это тем, что Бог отменил этот закон, так как святые последних дней не готовы соблюдать его (Учение и Заветы 119).
Кроме того, в настоящее время Церковь Иисуса Христа святых последних дней не практикует учение о многожёнстве. Джозеф Смит впервые представил это учение в 1831, с тех пор в течение нескольких десятилетий многие члены церкви заключали полигамные браки. В 1890 президент церкви Уилфорд Вудраф опубликовал манифест, положивший конец многожёнству (Официальное заявление 1).